# Jerzy Braun (wioślarz)
Jerzy Walerian Braun (ur. 13 kwietnia 1911 w Bydgoszczy, zm. 8 marca 1968 w Crawley) – polski wioślarz, dwukrotny medalista olimpijski.

## Życiorys
Ukończył Państwowe Gimnazjum Klasyczne w Bydgoszczy. Wioślarstwo zaczął uprawiać w 1927, początkowo w Gimnazjalnym Towarzystwie Wioślarskim „Wisła”. W latach 1928–1931 i 1934–1935 startował w barwach Bydgoskiego Towarzystwa Wioślarskiego, a w latach 1932–1933 i 1936–1939 reprezentował barwy Warszawskiego Towarzystwa Wioślarskiego. W międzyczasie (1931-1932) odbył jednoroczną służbę wojskową w Szkole Podchorążych Rezerwy Piechoty w Zambrowie. Począwszy od 1936 mieszkał w Warszawie.
Wystąpił na igrzyskach olimpijskich w Los Angeles w 1932, gdzie Polacy w składzie: Jerzy Braun, Janusz Ślązak i Jerzy Walerian Skolimowski (sternik) zdobyli srebrny medal w dwójkach ze sternikiem. Walkę o zwycięstwo przegrali z osadą USA o 5,4 sekundy. Na tej samej imprezie wspólnie ze Ślązakiem, Edwardem Kobylińskim, Stanisławem Urbanem i Skolimowskim zdobył też brąz w czwórkach ze sternikiem. Brał też udział w igrzyskach olimpijskich w Berlinie cztery lata później, gdzie odpadł w repasażach w dwójkach ze sternikiem (ze Ślązakiem i Skolimowskim).
Cztery razy startował w mistrzostwach Europy. Na ME w Bydgoszczy (1929) zdobył brązowy medal w czwórkach bez sternika, na ME w Paryżu (1931) odpadł w półfinale wyścigu ósemek, na ME w Budapeszcie (1933) został wicemistrzem Europy w dwójkach ze sternikiem (ze Ślązakiem i Skolimowskim) i odpadł w repasażu w czwórkach ze sternikiem, a na ME w Lucernie (1934) odpadł w repasażu w czwórkach ze sternikiem. Obok wioślarstwa w latach 30. uprawiał także pływanie i piłkę wodną w klubie „Delfin Warszawa”.
Trzynaście razy zdobywał mistrzostwo Polski:
- dwójki bez sternika (1938 i 1939)
- dwójki ze sternikiem (1933, 1936 i 1939)
- czwórki bez sternika (1929, 1936 i 1938)
- czwórki ze sternikiem (1933, 1934 i 1935)
- ósemki (1934 i 1935)

Czterokrotnie był wicemistrzem Polski:
- czwórki bez sternika (1930)
- czwórki ze sternikiem (1931)
- ósemki (1930 i 1931)

Walczył, w stopniu plutonowego podchorążego rezerwy, w kampanii wrześniowej. Uniknął niewoli, przedostał się na Bliski Wschód i trafił do Polskich Sił Zbrojnych na Zachodzie. W składzie Samodzielnej Brygady Strzelców Karpackich, a od maja 1942 3 Dywizji Strzelców Karpackich, brał udział w obronie Tobruku oraz bitwie o Monte Cassino, gdzie został dwukrotnie ranny. 1 marca 1944 awansowany na podporucznika. Dwa razy został odznaczony Krzyżem Walecznych.
Po wojnie pozostał w Wielkiej Brytanii i w Londynie założył rodzinę. Zmarł 8 marca 1968 w Crawley koło Londynu, gdzie został pochowany.